# 東池袋中央公園
東池袋中央公園（ひがしいけぶくろちゅうおうこうえん）は、東京都豊島区東池袋3-1-6に所在する豊島区立の都市公園。面積は5993.61m2。

## 概要
1964年、新都市開発センターが都市再開発を目的に巣鴨拘置所跡地（国有地）の払い下げを受けた。この際、処刑場跡地を保存することが閣議決定されていたが、慰霊碑や慰霊堂の建設の是非、碑文の内容などをめぐり意見がまとまらず、1979年に公園としてオープンすることとなった。造園設計は荒木芳邦が担った。

## 歴史
- 1895年 - 当地を含む周辺一帯に警視庁監獄巣鴨支署が設立される.
- 1897年 - 巣鴨監獄に名称変更.
- 1945年 - 連合国軍最高司令官総司令部（GHQ）により接収、名称が巣鴨プリズンに再度変更。
- 1948年 - 極東国際軍事裁判で死刑判決が出たA級戦犯7名の死刑が12月23日に執行。
- 1958年 - GHQによる接収解除。
- 1962年 - 巣鴨プリズンが廃止され、東京拘置所となる。
- 1971年 - 東京拘置所が、葛飾区小菅に移転。
- 1978年 - 解体後、サンシャイン60ビルが完成。
- 1979年 - 巣鴨刑務所跡地の都市再開発事業により、サンシャイン60・サンシャインシティと共に開園。
- 1980年 - 有田正憲が『永久平和を願って』と記した慰霊碑を建立。
- 2019年 - IKEBUKURO薪能の公演（9月21日）[2]。

## 主な施設

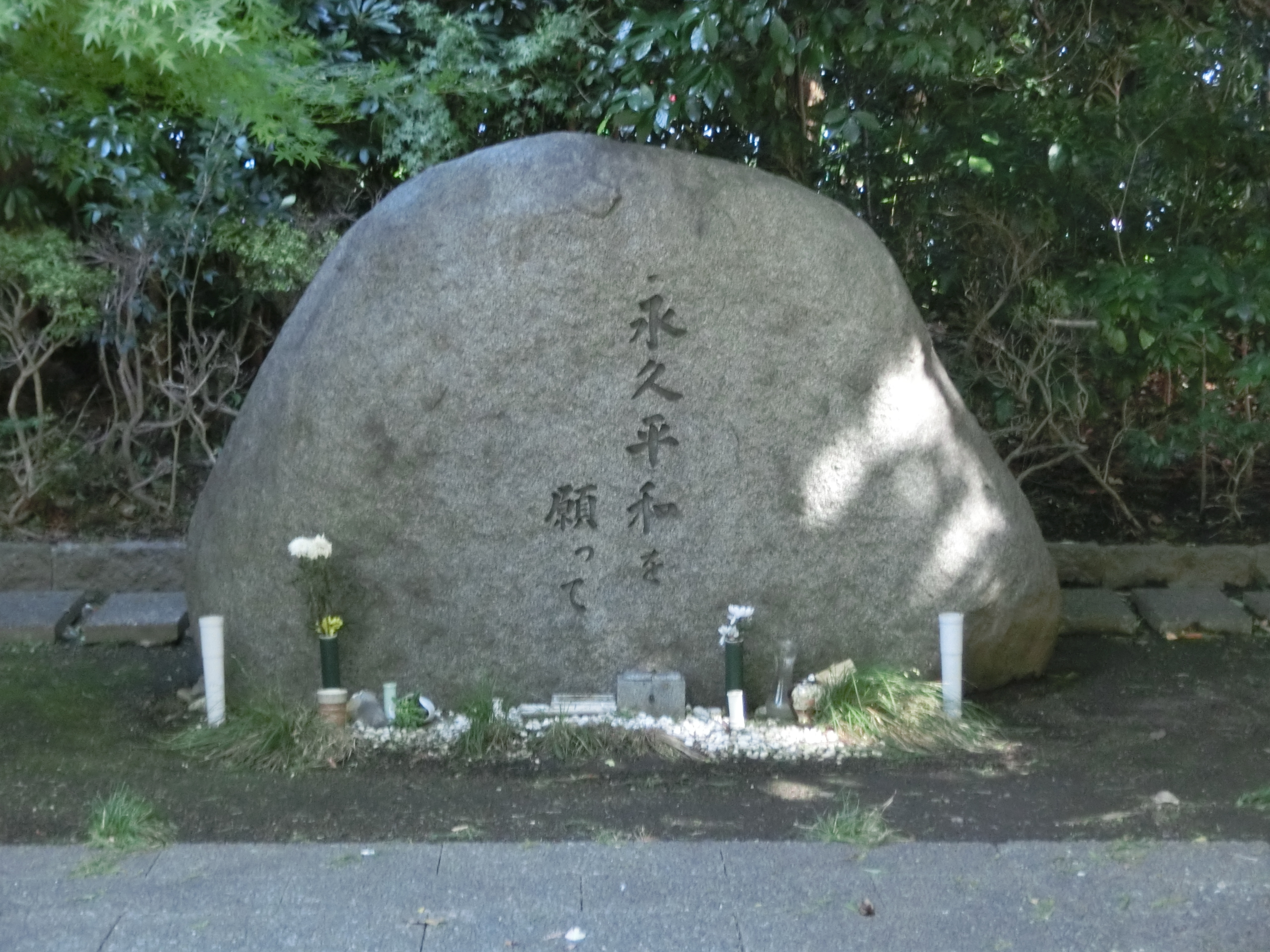
慰霊碑

- 戦犯慰霊碑
- 滝
- 能舞台[2]

## アクセス
- 東京メトロ有楽町線 東池袋駅徒歩5分、池袋駅徒歩15分。
- IKEBUS：Aルート・Bルート サンシャインシティ西停留所。

## その他
- 周辺はアニメショップが集積するエリア「乙女ロード」があり、公園ではコスプレイベントが開催されている[3]。
- NPOによる生活困窮者向けの炊き出しや弁当配布などが行われている[3]。
- テレビドラマ『東京ラブストーリー』のロケに使用。